# Puerta de Marcial
Puerta de Marcial är en ort i Mexiko.   Den ligger i kommunen San Diego de la Unión och delstaten Guanajuato, i den centrala delen av landet, 290 km nordväst om huvudstaden Mexico City. Puerta de Marcial ligger 2 139 meter över havet och antalet invånare är 158.
Terrängen runt Puerta de Marcial är kuperad norrut, men söderut är den platt. Runt Puerta de Marcial är det ganska glesbefolkat, med 32 invånare per kvadratkilometer. Närmaste större samhälle är San Diego de la Unión, 5,4 km sydväst om Puerta de Marcial. Omgivningarna runt Puerta de Marcial är i huvudsak ett öppet busklandskap.